# Lacrimi de iubire (album)
Lacrimi de iubire este albumul de debut al cântăreței/actriței de origine română, Adela Popescu. Materialul discografic a început să fie comercializat în toamna  anului 2005.

## Lista melodiilor
1. O clipă
2. Visele noastre
3. Lacrimi de iubire
4. O lume de străini
5. Din iubire (O lacrimă)
6. Numai pentru tine
7. Poveste
8. No me enseñaste
9. Lacrimi de iubire (Retrosonic Remix)
10. Visele noastre (Remix)